# 全国都道府県選抜競輪
全国都道府県選抜競輪（ぜんこくとどうふけんせんばつけいりん）は、1951年より1969年（開催は1968年まで）まで行われた競輪の特別競輪（現在のGI競走に相当）である。
現在のGI・全日本選抜競輪の前身とされる。

## 概要
大会創設当初は全国都道府県対抗争覇競輪という名称で行われた。他の特別競輪と異なり、各地区ごとの対抗戦という意味合いを持っていたため、競走種目は男女別に加え、男子のみ距離別も設けられるなど細分化され、表彰も都道府県対象と個人対象とに分かれていた。
1951年8月に大宮競輪場で第1回が開催され、1959年の第16回大会までは年2回開催が行われていた。
1962年の第19回大会（門司競輪場）までは、競技種目は男子部と女子部に分かれていた。さらに男子部は距離別として1000（場によっては800、1200）、2000、4000メートルの3種目（当初は1000、2000、3000、6000メートルの4種目）が行われていた。距離別種目は1959年の第16回大会（立川競輪場）より2000、4000メートルの2種目となり、1963年の第20回（西武園競輪場）からは4000メートル（第23回大会〔西宮競輪場〕のみ3010メートル競走）に一本化された。
後発の競艇でも、同大会と似た趣旨の全国地区対抗競走が開催されるようになった（1955年より1973年まで開催）。

## 廃止への経緯
本大会は1969年に廃止されるが、直接の原因となったのは、当年の第26回大会の中止であった。
第26回大会は、1969年8月29日から、甲子園競輪場で開催されることが決定していた。ところが大会の開幕が近づくにつれて周辺住民の開催反対運動が激化し、大会10日前に中止の決定がなされた。
反対運動の背景には、19年前の鳴尾事件の後遺症が拭えていない事に加え、競輪人気の過熱化で露呈した警備上の問題があった。1960年の第16回全国争覇競輪（後楽園競輪場）、1965年の第10回オールスター競輪（川崎競輪場）において観客がバンク内になだれ込む事態が生じ、後楽園、川崎両場は特別競輪の開催を自粛。それがもとになって、開催場が固定されていた高松宮賜杯（大津びわこ競輪場）、競輪祭（小倉競輪場）、秩父宮妃賜杯競輪（西武園競輪場）以外の特別競輪については開催を引き受ける施行者はなかなか現れず、開催場の決定は難航していた。
また、第26回大会中止事件とは別の問題もあった。全国争覇競輪は1964年第17回大会から名称を「日本選手権競輪」へと改めるが、全国争覇競輪時代にあった実用車・軽快車部門は廃止されていた。この結果、距離別種目を縮小していった都道府県選抜競輪と日本選手権競輪とは似たような開催運営方式となっていき、都道府県選抜競輪の存在意義も疑問視されていた。
従って、第26回大会中止がいい契機と考えられたのか、翌年の第27回大会を引き受ける施行者は現れず、そのまま廃止となってしまった。
ちなみに甲子園競輪場では、第26回都道府県選抜競輪の中止の余波を以後も受け続け、1968年まで毎年開催されていた開設記念「甲子園ゴールデン杯」の開催までも中止に追い込まれた。甲子園競輪場で開設記念が再開されたのは1985年であり、特別競輪の開催が実現したのは1999年の第42回オールスターであった。だがその3年後の2002年3月、甲子園競輪場は西宮競輪場とともに閉場された。

## 全日本選抜競輪の誕生
1985年に新設された特別競輪『全日本選抜競輪』は、都道府県選抜競輪を参考にしたものだった。
当時競輪界では売上げ低下に悩まされ、カンフル剤として特別競輪の新設が検討されていた。そこで、当時はビッグレースがそれまで存在しなかった夏季に主として避暑地の地方都市を舞台に開催することを目指し、当時はどの特別競輪においても取り入れられていなかった、各地区ごとに選手を選出する大会として全日本選抜競輪を誕生させることになった。全日本選抜競輪の開催趣旨としては、都道府県選抜競輪の当初の開催趣旨と類似していたことになる。厳密には模倣ではないが、関連性は非常に深い。

## 歴代優勝者
| 回 | 開催年日              | 開催場       | 距離(m)        | 優勝者     |
| -- | --------------------- | ------------ | -------------- | ---------- |
| 1  | 1951年8月10日〜15日   | 大宮競輪場   | 1000           | 〆野久人   |
| 1  | 1951年8月10日〜15日   | 大宮競輪場   | 2000           | 樽井武彦   |
| 1  | 1951年8月10日〜15日   | 大宮競輪場   | 3000           | 安野勝也   |
| 1  | 1951年8月10日〜15日   | 大宮競輪場   | 6000           | 高倉登     |
| 1  | 1951年8月10日〜15日   | 大宮競輪場   | 女子2000       | 渋谷小夜子 |
| 2  | 1952年3月12日〜17日   | 高松競輪場   | 1000           | 松本勝明   |
| 2  | 1952年3月12日〜17日   | 高松競輪場   | 2000           | 西地清一   |
| 2  | 1952年3月12日〜17日   | 高松競輪場   | 3000           | 森永宏造   |
| 2  | 1952年3月12日〜17日   | 高松競輪場   | 6000           | 阿久津開司 |
| 2  | 1952年3月12日〜17日   | 高松競輪場   | 女子2000       | 渋谷小夜子 |
| 3  | 1952年8月10日〜15日   | 福岡競輪場   | 1000           | 熊坂克己   |
| 3  | 1952年8月10日〜15日   | 福岡競輪場   | 2000           | 尾池義翁   |
| 3  | 1952年8月10日〜15日   | 福岡競輪場   | 3000           | 西田勇     |
| 3  | 1952年8月10日〜15日   | 福岡競輪場   | 6000           | 高倉登     |
| 3  | 1952年8月10日〜15日   | 福岡競輪場   | 女子2000       | 渋谷小夜子 |
| 4  | 1953年4月25日〜5月1日 | 名古屋競輪場 | 1000           | 平林己佐男 |
| 4  | 1953年4月25日〜5月1日 | 名古屋競輪場 | 2000           | 月原純一郎 |
| 4  | 1953年4月25日〜5月1日 | 名古屋競輪場 | 3200           | 中井光雄   |
| 4  | 1953年4月25日〜5月1日 | 名古屋競輪場 | 6000           | 高橋恒     |
| 4  | 1953年4月25日〜5月1日 | 名古屋競輪場 | 女子2000       | 有江美和子 |
| 5  | 1953年9月18日〜23日   | 花月園競輪場 | 1200           | 尾池義翁   |
| 5  | 1953年9月18日〜23日   | 花月園競輪場 | 2000           | 高橋文次郎 |
| 5  | 1953年9月18日〜23日   | 花月園競輪場 | 2800           | 高橋恒     |
| 5  | 1953年9月18日〜23日   | 花月園競輪場 | 4000           | 山本清治   |
| 5  | 1953年9月18日〜23日   | 花月園競輪場 | 女子2000       | 水野信子   |
| 6  | 1954年4月1日〜6日     | 向日町競輪場 | 800            | 松本勝明   |
| 6  | 1954年4月1日〜6日     | 向日町競輪場 | 2000           | 大田原慶輔 |
| 6  | 1954年4月1日〜6日     | 向日町競輪場 | 4000           | 山本清治   |
| 6  | 1954年4月1日〜6日     | 向日町競輪場 | 女子1600       | 吉武八重子 |
| 7  | 1954年9月22日〜30日   | 高松競輪場   | 1000           | 松本英夫   |
| 7  | 1954年9月22日〜30日   | 高松競輪場   | 2000           | 高倉登     |
| 7  | 1954年9月22日〜30日   | 高松競輪場   | 4000           | 松本勝明   |
| 7  | 1954年9月22日〜30日   | 高松競輪場   | 女子2000       | 吉武八重子 |
| 8  | 1955年5月1日〜7日     | 門司競輪場   | 1000           | 佐藤和幸   |
| 8  | 1955年5月1日〜7日     | 門司競輪場   | 2000           | 中頭正一   |
| 8  | 1955年5月1日〜7日     | 門司競輪場   | 4000           | 植村央     |
| 8  | 1955年5月1日〜7日     | 門司競輪場   | 女子1500       | 斉藤二三   |
| 9  | 1955年8月21日〜26日   | 大宮競輪場   | 1000           | 平林己佐男 |
| 9  | 1955年8月21日〜26日   | 大宮競輪場   | 2000           | 加藤晶     |
| 9  | 1955年8月21日〜26日   | 大宮競輪場   | 4000           | 中井光雄   |
| 9  | 1955年8月21日〜26日   | 大宮競輪場   | 女子1500       | 田中和子   |
| 10 | 1956年4月5日〜11日    | 名古屋競輪場 | 1200           | 松本勝明   |
| 10 | 1956年4月5日〜11日    | 名古屋競輪場 | 2000           | 林完       |
| 10 | 1956年4月5日〜11日    | 名古屋競輪場 | 4000           | 昌山晃夫   |
| 10 | 1956年4月5日〜11日    | 名古屋競輪場 | 女子2000       | 田中和子   |
| 11 | 1956年8月31日〜9月5日 | 神戸競輪場   | 1000           | 竹野暢勇   |
| 11 | 1956年8月31日〜9月5日 | 神戸競輪場   | 2000           | 坂本昌仁   |
| 11 | 1956年8月31日〜9月5日 | 神戸競輪場   | 4000           | 中井光雄   |
| 11 | 1956年8月31日〜9月5日 | 神戸競輪場   | 女子1500       | 田中和子   |
| 12 | 1957年4月3日〜8日     | 高松競輪場   | 1000           | 白井通義   |
| 12 | 1957年4月3日〜8日     | 高松競輪場   | 2000           | 大山一海   |
| 12 | 1957年4月3日〜8日     | 高松競輪場   | 4000           | 古田泰久   |
| 12 | 1957年4月3日〜8日     | 高松競輪場   | 女子2000       | 畑田美千代 |
| 13 | 1957年9月20日〜25日   | 門司競輪場   | 1000           | 島木賢一   |
| 13 | 1957年9月20日〜25日   | 門司競輪場   | 2000           | 西村亀     |
| 13 | 1957年9月20日〜25日   | 門司競輪場   | 4000           | 古田泰久   |
| 13 | 1957年9月20日〜25日   | 門司競輪場   | 女子2000       | 畑田美千代 |
| 14 | 1958年3月19日〜24日   | 花月園競輪場 | 1200           | 竹野暢勇   |
| 14 | 1958年3月19日〜24日   | 花月園競輪場 | 2000           | 加藤晶     |
| 14 | 1958年3月19日〜24日   | 花月園競輪場 | 4000           | 古田泰久   |
| 14 | 1958年3月19日〜24日   | 花月園競輪場 | 女子2000       | 田中和子   |
| 15 | 1958年9月23日〜30日   | 一宮競輪場   | 1200           | 竹野暢勇   |
| 15 | 1958年9月23日〜30日   | 一宮競輪場   | 2000           | 半田弘之   |
| 15 | 1958年9月23日〜30日   | 一宮競輪場   | 4000           | 松本勝明   |
| 15 | 1958年9月23日〜30日   | 一宮競輪場   | 女子2000       | 田中和子   |
| 16 | 1959年9月19日〜24日   | 立川競輪場   | 2000           | 半田弘之   |
| 16 | 1959年9月19日〜24日   | 立川競輪場   | 4000           | 白鳥伸雄   |
| 16 | 1959年9月19日〜24日   | 立川競輪場   | 女子スプリント | 田中和子   |
| 17 | 1960年7月30日〜8月4日 | 一宮競輪場   | 2000           | 竹野暢勇   |
| 17 | 1960年7月30日〜8月4日 | 一宮競輪場   | 4000           | 古田泰久   |
| 17 | 1960年7月30日〜8月4日 | 一宮競輪場   | 女子2000       | 田中和子   |
| 18 | 1961年8月2日〜7日     | 岸和田競輪場 | 2000           | 西村公佑   |
| 18 | 1961年8月2日〜7日     | 岸和田競輪場 | 4000           | 加藤晶     |
| 18 | 1961年8月2日〜7日     | 岸和田競輪場 | 女子2000       | 松川光子   |
| 19 | 1962年8月15日〜20日   | 門司競輪場   | 2000           | 松川周次郎 |
| 19 | 1962年8月15日〜20日   | 門司競輪場   | 4000           | 吉田実     |
| 19 | 1962年8月15日〜20日   | 門司競輪場   | 女子2000       | 森耐子     |
| 20 | 1963年10月3日〜8日    | 西武園競輪場 | 4000           | 吉田実     |
| 21 | 1964年7月30日〜8月4日 | 岐阜競輪場   | 4000           | 高原永伍   |
| 22 | 1965年7月29日〜8月3日 | 門司競輪場   | 4000           | 加藤晶     |
| 23 | 1966年7月28日〜8月2日 | 西宮競輪場   | 3010           | 高原永伍   |
| 24 | 1967年8月3日〜8日     | 静岡競輪場   | 4000           | 吉川多喜夫 |
| 25 | 1968年8月1日〜6日     | 岐阜競輪場   | 4000           | 伊藤繁     |
| 26 | 1969年                | 甲子園競輪場 | 中止           | 中止       |

## 死亡事故
第24回大会で、中村政光（千葉）が競走中の事故により死亡した。